# Leandro Carvalho
Leandro Carvalho da Silva, mais conhecido como Leandro Carvalho, (Belém, 10 de maio de 1995), é um futebolista brasileiro que atua como atacante. Atualmente joga no Águia de Marabá.

## Carreira

### Paysandu
Leandro Carvalho estreou no time profissional do Paysandu com 18 anos. De cara, foi eleito revelação do estadual em 2014.

### Ceará
Em 2017, foi emprestado para o Ceará, onde conseguiu ter boas atuações e ajudou o time na conquista do acesso à Série A do Brasileirão.

### Botafogo
Após se destacar pelo Ceará, Leandro Carvalho foi a primeira contratação do Botafogo para 2018.

### Retorno ao Ceará (2018)
Sem muitas oportunidades no Botafogo,foi emprestado novamente ao Ceará, desta vez pelo clube carioca, e novamente se destacou pelo time cearense e foi importantíssimo na permanência dá equipe no Brasileirão  Série A.

### Retorno ao Botafogo
Depois de mais uma temporada de destaque no Ceará, retornou ao Botafogo em 2019.

### Retorno ao Ceará (2019)
Em Fevereiro de 2019, após longas negociações entre as duas diretorias, Leandro Carvalho retorna ao Ceará, dessa vez o contrato será em definitivo, e sendo a segunda maior compra do futebol cearense. No dia 7 de setembro de 2019, Leandro Carvalho, em uma tentativa totalmente ousada, anotou um gol olímpico de trivela contra o guarda-redes brasileiro Cássio do Corinthians.

### América-MG
No dia 10 de fevereiro de 2021, Leandro Carvalho foi emprestado ao América Mineiro, por uma temporada, um pedido pelo seu treinador Lisca, onde ele teve bons momentos juntos no Ceará, para ser emprestado, Leandro Carvalho teve que ampliar seu contrato com o Alvinegro, até 31 de maio de 2023.

### Al-Qadisiyah
No dia 26 de julho de 2021, foi confirmado seu empréstimo para o Al-Qadisiyah, da Arábia Saudita, até maio de 2022.

## Estatísticas
Até 2 de maio de 2021.

### Clubes
| Clube             | Temporada         | Campeonato nacional | Campeonato nacional | Campeonato nacional | Copa nacional[a] | Copa nacional[a] | Copa nacional[a] | Competições continentais[b] | Competições continentais[b] | Competições continentais[b] | Outros torneios[c] | Outros torneios[c] | Outros torneios[c] | Total | Total | Total   |
| Clube             | Temporada         | Jogos               | Gols                | Assist.             | Jogos            | Gols             | Assist.          | Jogos                       | Gols                        | Assist.                     | Jogos              | Gols               | Assist.            | Jogos | Gols  | Assist. |
| ----------------- | ----------------- | ------------------- | ------------------- | ------------------- | ---------------- | ---------------- | ---------------- | --------------------------- | --------------------------- | --------------------------- | ------------------ | ------------------ | ------------------ | ----- | ----- | ------- |
| Paysandu          | 2014              | 5                   | 0                   | 0                   | 8                | 2                | 0                | —                           | —                           | —                           | —                  | —                  | —                  | 13    | 2     | 0       |
| Paysandu          | 2015              | 1                   | 0                   | 0                   | 1                | 0                | 0                | —                           | —                           | —                           | —                  | —                  | —                  | 2     | 0     | 0       |
| Paysandu          | Total             | 6                   | 0                   | 0                   | 9                | 2                | 0                | 0                           | 0                           | 0                           | 0                  | 0                  | 0                  | 15    | 2     | 0       |
| Penapolense       | 2016              | —                   | —                   | —                   | —                | —                | —                | —                           | —                           | —                           | 11                 | 1                  | 0                  | 11    | 1     | 0       |
| Penapolense       | Total             | 0                   | 0                   | 0                   | 0                | 0                | 0                | 0                           | 0                           | 0                           | 11                 | 1                  | 0                  | 11    | 1     | 0       |
| Paysandu          | 2016              | 2                   | 0                   | 0                   | 0                | 0                | 0                | —                           | —                           | —                           | —                  | —                  | —                  | 2     | 0     | 0       |
| Paysandu          | 2017              | 4                   | 1                   | 0                   | 9                | 2                | 0                | —                           | —                           | —                           | —                  | —                  | —                  | 13    | 3     | 0       |
| Paysandu          | Total             | 6                   | 1                   | 0                   | 9                | 2                | 0                | 0                           | 0                           | 0                           | 0                  | 0                  | 0                  | 15    | 3     | 0       |
| Ceará             | 2017              | 16                  | 2                   | 1                   | —                | —                | —                | —                           | —                           | —                           | —                  | —                  | —                  | 16    | 2     | 1       |
| Ceará             | Total             | 16                  | 2                   | 1                   | 0                | 0                | 0                | 0                           | 0                           | 0                           | 0                  | 0                  | 0                  | 16    | 2     | 1       |
| Botafogo          | 2018              | 1                   | 0                   | 0                   | —                | —                | —                | 1                           | 0                           | 0                           | 2                  | 0                  | 0                  | 4     | 0     | 0       |
| Botafogo          | 2019              | 0                   | 0                   | 0                   | 1                | 0                | 0                | 1                           | 0                           | 0                           | 4                  | 0                  | 0                  | 6     | 0     | 0       |
| Botafogo          | Total             | 1                   | 0                   | 0                   | 1                | 0                | 0                | 2                           | 0                           | 0                           | 6                  | 0                  | 0                  | 10    | 0     | 0       |
| Ceará             | 2018              | 20                  | 5                   | 3                   | —                | —                | —                | —                           | —                           | —                           | —                  | —                  | —                  | 20    | 5     | 3       |
| Ceará             | 2019              | 26                  | 3                   | 2                   | —                | —                | —                | —                           | —                           | —                           | 9                  | 2                  | 0                  | 35    | 5     | 2       |
| Ceará             | 2020              | 19                  | 1                   | 1                   | 9                | 2                | 0                | —                           | —                           | —                           | 15                 | 0                  | 1                  | 43    | 3     | 2       |
| Ceará             | 2023              | 0                   | 0                   | 0                   | 0                | 0                | 0                | —                           | —                           | —                           | 1                  | 0                  | 0                  | 1     | 0     | 0       |
| Ceará             | Total             | 65                  | 9                   | 6                   | 9                | 2                | 0                | —                           | —                           | —                           | 25                 | 2                  | 1                  | 99    | 13    | 7       |
| América Mineiro   | 2021              | 0                   | 0                   | 0                   | 2                | 0                | 0                | —                           | —                           | —                           | 9                  | 0                  | 2                  | 11    | 0     | 2       |
| América Mineiro   | Total             | 0                   | 0                   | 0                   | 2                | 0                | 0                | —                           | —                           | —                           | 9                  | 0                  | 2                  | 11    | 0     | 2       |
| Total na carreira | Total na carreira | 94                  | 12                  | 7                   | 30               | 6                | 0                | 0                           | 0                           | 0                           | 50                 | 3                  | 3                  | 172   | 21    | 10      |

- a. ^ Jogos da Copa do Brasil e Copa Verde
- b. ^ Jogos da Copa Sul-Americana
- c. ^ Jogos do Campeonato Paraense e Campeonato Carioca

## Títulos
Paysandu
- Campeonato Paraense: 2016 e 2017
- Copa Verde: 2016

Botafogo
- Campeonato Carioca: 2018

Ceará
- Copa do Nordeste: 2020, 2023

Náutico
- Campeonato Pernambucano: 2022